# Steve Woolard
Steve Woolard ist ein US-amerikanischer Musikproduzent, Tontechniker sowie Musikmanager für das Tonträgerunternehmen Rhino Records und Musik-Autor.

## Werk und Diskografie
Woolard begann Ende der 1990er Jahre für die Gesellschaft Rhino Entertainment und deren Musiklabel Rhino Records Kompilationen zu produzieren. Jedoch produziert er inzwischen auch Live- und Studioalben namhafter Künstler wie Eric Clapton und Yes – für Play the Blues: Live from Jazz at Lincoln Center und Forever Man sowie The Word Is Live regelte Woolard auch den technischen Ablauf der Veröffentlichungen. Als Tonträger-Manager wirkte er für die Wiederveröffentlichung Unplugged Deluxe.